# Peter Taylor (Ruderer)

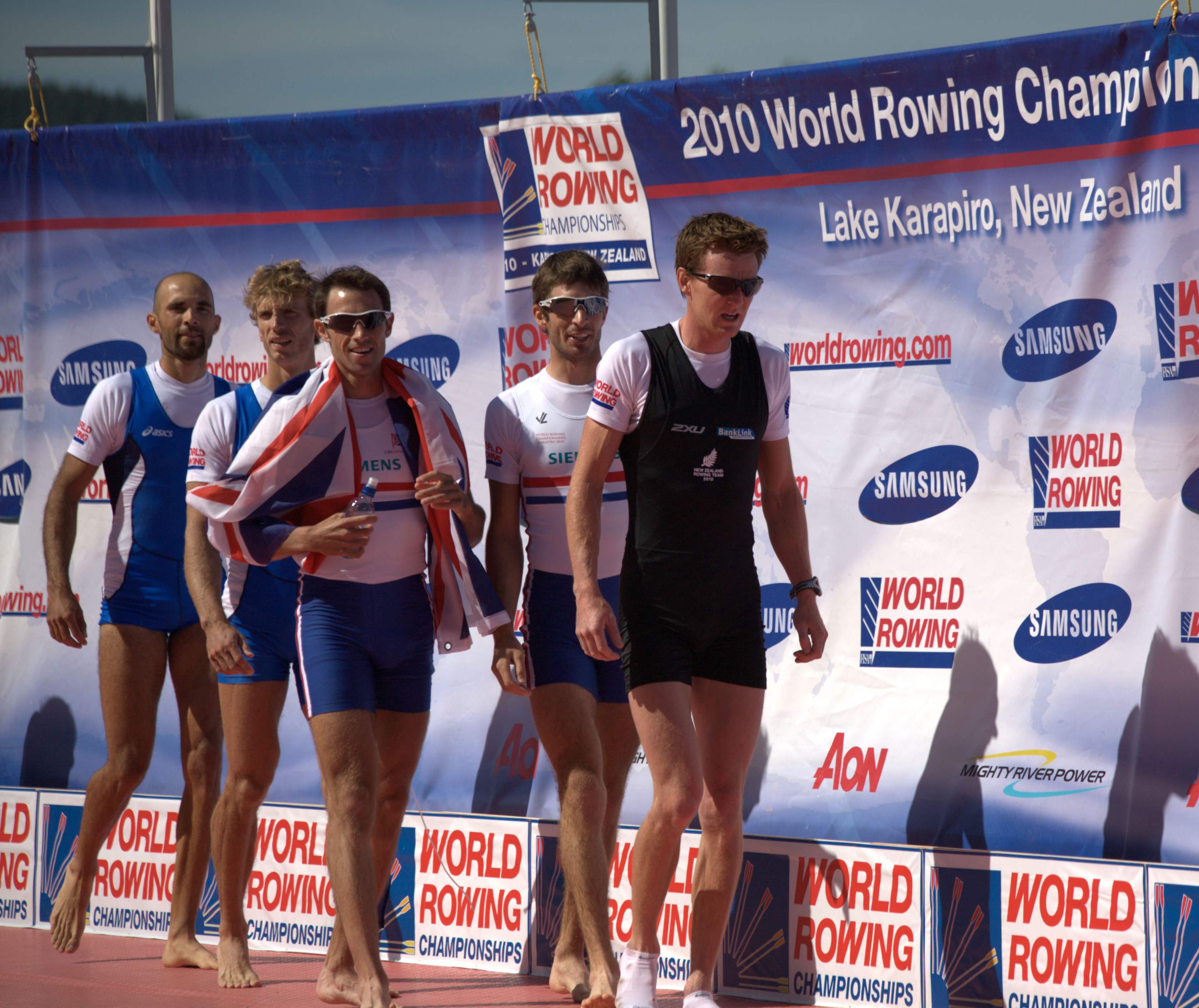
Peter Taylor (in schwarz) bei der Siegerehrung der WM 2010

Peter Taylor (* 3. Januar 1984 in Lower Hutt) ist ein ehemaliger neuseeländischer Leichtgewichts-Ruderer. 

## Sportliche Karriere
Peter Taylor begann 1997 mit dem Rudersport. 2006 gewann er zusammen mit Graham Oberlin-Brown den Titel im Leichtgewichts-Doppelzweier bei den U23-Weltmeisterschaften. 2007 starteten die beiden im Ruder-Weltcup und bei den Weltmeisterschaften, erreichten aber nur beim Weltcup in Luzern mit dem achten Rang eine vordere Platzierung. 2008 wechselte Storm Uru zu Peter Taylor in den Leichtgewichts-Doppelzweier. Die beiden qualifizierten sich in Luzern für die Olympischen Spiele, in Peking erreichten sie den siebten Platz. 
2009 gewannen Taylor und Uru zwei Weltcup-Regatten und erkämpften auch bei den Weltmeisterschaften in Posen die Goldmedaille. 2010 fanden die Weltmeisterschaften in Neuseeland statt, vor heimischem Publikum erhielten Taylor und Uru die Bronzemedaille. Im Jahr darauf gewannen die beiden Neuseeländer die Silbermedaille bei den Weltmeisterschaften in Bled. Nachdem Taylor und Uru seit 2009 jedes Jahr eine Medaille beim Saisonhöhepunkt erhalten hatten, erreichten sie auch bei den Olympischen Spielen 2012 die Medaillenränge und belegten den dritten Platz. 
2013 wechselte Taylor vom Leichtgewichts-Doppelzweier in den Leichtgewichts-Vierer ohne Steuermann. Bei den Weltmeisterschaften gewannen James Hunter, James Lassche, Peter Taylor und Curtis Rapley die Silbermedaille hinter den Dänen, nachdem der Vierer vorher alle drei Weltcup-Regatten gewonnen hatte. Auch 2014 siegte der Vierer zweimal im Weltcup, bei den Weltmeisterschaften verletzte sich James Lassche und Alistair Bond rückte als Ersatzmann ins Boot. Hunter, Bond, Taylor und Rapley gewannen wie im Vorjahr Silber hinter dem dänischen Vierer. 2015 bildete Peter Taylor mit Hayden Cohen einen Leichtgewichts-Doppelzweier, die beiden erreichten bei den Weltmeisterschaften aber lediglich das C-Finale. Bei den Olympischen Spielen 2016 ruderte der neuseeländische Leichtgewichts-Vierer ohne Steuermann mit Lassche, Taylor, Bond und Hunter auf den fünften Platz.